# Neolythria duplicata
Neolythria duplicata là một loài bướm đêm trong họ Geometridae.